# Eupelmus babindaensis
Eupelmus babindaensis är en stekelart som beskrevs av Girault 1915. Eupelmus babindaensis ingår i släktet Eupelmus och familjen hoppglanssteklar. Inga underarter finns listade i Catalogue of Life.